# Рысанов, Максим Евгеньевич
Максим Евгеньевич Рысанов (родился в 1978 году, Краматорск) — украинский и британский альтист.

## Биография
Закончил Центральную музыкальную школу при Московской консерватории (класс М. И. Ситковской), затем Гилдхоллскую школу музыки и театра в Лондоне (класс альта профессора Дж. Гликмана и класс дирижирования профессора А. Хейзелдайна).
В настоящее время живёт в г. Будапешт, Венгрия.

## Репертуар
В репертуаре альтиста Бах, Гайдн, Моцарт, Глинка, Шуман, Паганини, Брамс, Чайковский, Сезар Франк, Барток, Энеску, Хиндемит, Прокофьев, Шостакович, Шнитке, Канчели, Джон Тавенер, Добринка Табакова, Артём Васильев.

## Творческие контакты
Постоянно сотрудничает с такими артистами, как Владимир Ашкенази, Марк Андре Амлен, Гидон Кремер, Жанин Янсен, Кристина Блаумане, Миша Майский, Лев Маркиз, Виктория Муллова, Эвелин Чанг, Юлиан Рахлин, Яков Кацнельсон, Максим Венгеров, Никита Борисоглебский и др.
С 2005 года принимает участие в ежегодном музыкальном фестивале «Crescendo».

## Признание
Победитель конкурса Валентино Букки (Рим, 1995), GSMD Gold Medal (Лондон, 2000), Международного конкурса камерных ансамблей в Кармеле (США, 1999), конкурса дирижёров в г. Борнмут (Великобритания, 2003). Лауреат конкурса молодых музыкантов в Волгограде (1995), Haverhill Sinfonia Competition (Великобритания, 1999), Международного конкурса альтистов им. Лайонела Тертиса (Великобритания, 2003), конкурса CIEM в Женеве (2004).